# Frankenweenie (2012)
Frankenweenie é um filme animado americano dirigido por Tim Burton, lançado em 2012. É um remake do curta metragem homônimo de 1984. O longa-metragem preto e branco foi feito em stop motion e totalmente em 3D. Esta também é a primeira produção de Tim Burton sem o ator Johnny Depp desde Peixe Grande e Suas Histórias Maravilhosas, e a primeira sem sua esposa e atriz Helena Bonham Carter desde A Lenda do Cavaleiro Sem Cabeça. Uma mescla de comédia e terror, Frankenweenie parodia Frankenstein de Mary Shelley.

## História
Assim como o curta-metragem de 1984, Frankenweenie conta a história de Victor Frankenstein, um garoto que perde seu cão Sparky num acidente de carro. Após seu professor de ciências, o Sr. Rzykruski, ensinar sobre bioelectricidade, Victor tenta trazer Sparky de volta à vida.
Ele consegue mas seu amigo Edgar descobre e acaba contando pra todo mundo então decidem usar o experimento para ressuscitar seus mascotes mas tudo dá errado e Victor e Sparky terão que salvar todos dos bichos mortos.

## A Noiva Cadáver
Há indícios de que o personagem Victor é o mesmo personagem interpretado por Johnny Depp no filme A Noiva Cadáver, Victor Van Dort, com uma aparência muito semelhante. Um cão semelhante a Sparky também aparece no mesmo filme quando Victor vai para o submundo.

## Elenco
| Personagem          | Vozes originais     |
| ------------------- | ------------------- |
| Victor Frankenstein | Charlie Tahan       |
| Susan Frankenstein  | Catherine O'Hara    |
| Menina Esquisita    | Catherine O'Hara    |
| Professora          | Catherine O'Hara    |
| Edward Frankenstein | Martin Short        |
| Sr. Burgemeister    | Martin Short        |
| Nassor              | Martin Short        |
| Sr. Rzykruski       | Martin Landau       |
| Edgar "E" Gore      | Atticus Shaffer     |
| Elsa van Helsing    | Winona Ryder        |
| Bob                 | Robert Capron       |
| Toshiaki            | James Hiroyuki Liao |
| Mãe do Bob          | Conchata Ferrell    |

## Produção

### Desenvolvimento
Embora Tim Burton tenha assinado com a Disney para dirigir dois filmes em Disney Digital 3D, incluindo Alice no País das Maravilhas e o remake de Frankenweenie, o desenvolvimento de sua versão longa-metragem em stop-motion data desde novembro de 2005, quando os scripts haviam sido feitos por Josann McGibbon e Sara Parriott. John August foi abordado para uma reescrita em 2006, mas não foi contratado até janeiro de 2009. Como o original, esta versão foi filmada em preto e branco. Muitos dos artistas de animação e a equipe de A Noiva Cadáver estavam envolvidos. Além de aproveitar elementos de seu projeto anterior, Burton também emprestou o design da personagem-título do seriado Family Dog para Sparky.

### Filmagens
As filmagens começaram no Three Mills Studios, em julho de 2010. A equipe criou três palcos de som gigantes, incluindo o sótão desordenado da família de Victor, o exterior de um cemitério e o interior de uma escola de ensino médio. Os estágios de som foram então divididos em 30 áreas distintas para lidar com o estilo artesanal quadro-a-quadro deste tipo de filmagem. Comparado a outros sets de animação em stop-motion, o de Frankenweenie é muito maior. Como observa IGN, o personagem principal, Sparky, teve que ser um “’cão proporcional’ em relação aos personagens humanos, mas também grande o suficiente para abrigar todos os elementos do esqueleto mecânico posto dentro de sua espuma e várias encarnações com base de silício". Por outro lado, as peças são pequenas e delicadas, e em alguns casos, foi necessário que relojoeiros suíços criassem as porcas e os parafusos pequenos. Cerca de 200 bonecos foram usados separadamente, com umas 18 versões diferentes de Victor. Os bonecos também têm cabelo humano, com 40, 45 articulações para os personagens humanos e cerca de 300 peças para Sparky.

### Trilha sonora
Dois álbuns da trilha sonora do filme serão lançados: Frankenweenie: The Original Motion Picture Soundtrack, composto e orquestrado por Danny Elfman, e Frankenweenie Unleashed!, que contém quatorze faixas de diversos artistas, incluindo "Strange Love", de Karen O, contida nos créditos finais do longa-metragem.

## Recepção

### Crítica
O filme recebeu críticas em sua maioria positivas. Baseado em 179 comentários, o filme detém atualmente uma classificação de 88% no agregador Rotten Tomatoes, com uma classificação média de 7.6/10. O consenso crítico do site afirma: "Frankenweenie é uma paródia de filmes de terror em stop-motion cheia de energia, com efeitos visuais amorosamente trabalhados e uma história assumidamente excêntrica".  O Metacritic, que atribui uma pontuação média normatizada em 100 opiniões de críticos mainstream, dá o filme uma pontuação de 75 com base em 35 avaliações.
Justin Chang, da Variety, reagiu positivamente ao filme, dizendo que "evidencia um nível de disciplina e coerência artística ausentes nos esforços recentes do diretor com stop-motion". Todd McCarthy, do Hollywood Reporter, deu ao filme um comentário medíocre, afirmando que enquanto os vários elementos criativos do filme "prestam homenagem a um estilo de filmagem amadora antiga", o filme em sua maioria parece "como da segunda geração de fotocópias de coisas que Burton fez antes". Roger Ebert deu ao filme três de quatro estrelas, comentando que o filme "não é um dos melhores do Burton, mas tem uma energia desvelada" e que "o charme de um menino e seu cão mantém o seu apelo".

### Bilheteria
Durante sua semana de estreia, Frankenweenie foi o quinto colocado entre outros filmes arrecadando 11,5 milhões de dólares.  A partir de 9 de dezembro, o filme já arrecadava 66 168 379 mundialmente.